# Curriea emarginata
Curriea emarginata är en stekelart som beskrevs av Falco 2000. Curriea emarginata ingår i släktet Curriea och familjen bracksteklar. Inga underarter finns listade i Catalogue of Life.